# كريستيان ميلر (لاعب كرة قدم أمريكية)
كريستيان ميلر (بالإنجليزية: Christian Miller)‏ هو لاعب كرة قدم أمريكية أمريكي، ولد في 16 يونيو 1996 في كولومبيا في الولايات المتحدة.

## وصلات خارجية
- كريستيان ميلر على موقع مرجع كرة القدم المحترفة.كوم (الإنجليزية)